# Robert Peake el Viejo

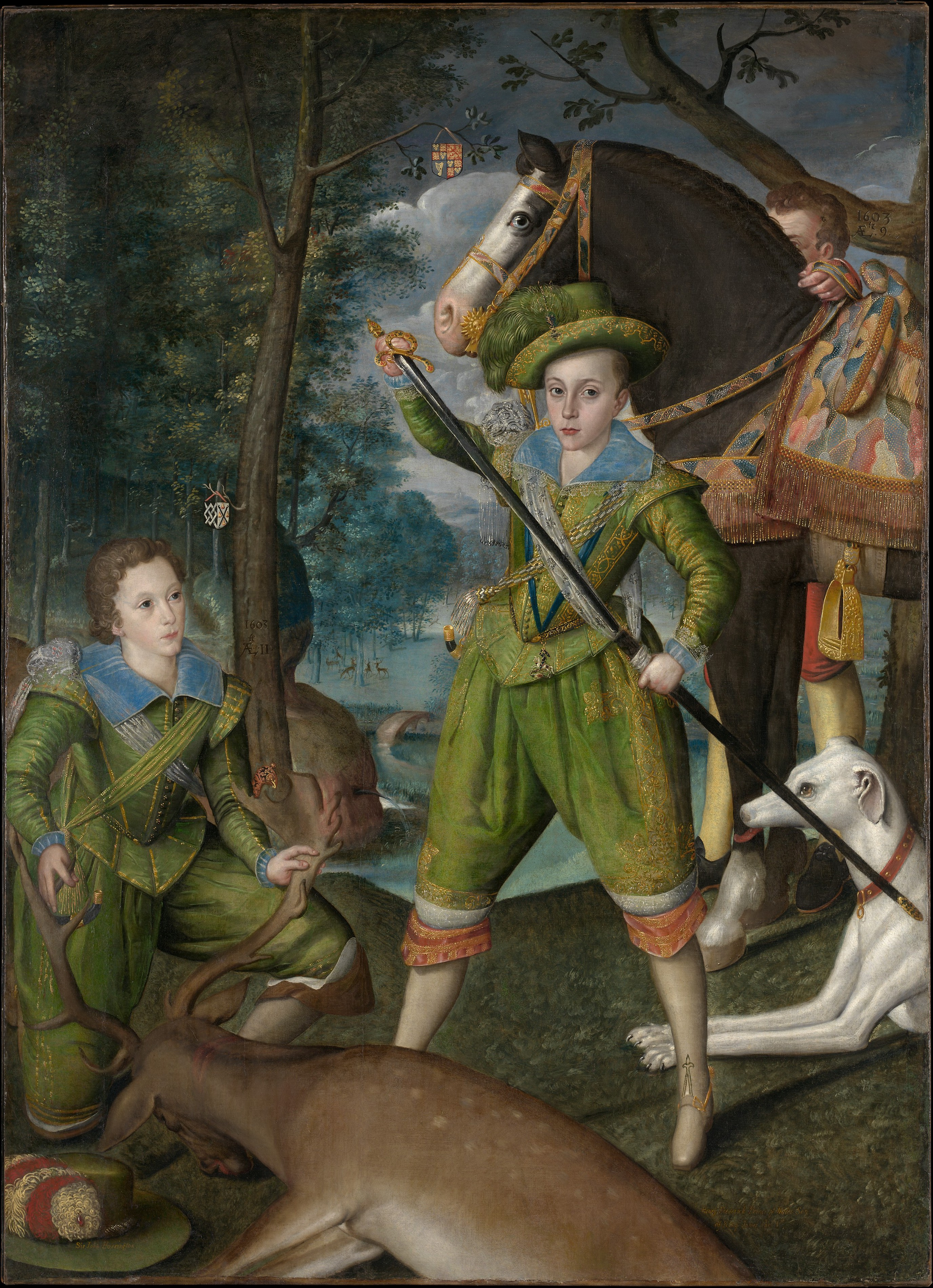
Retrato de Enrique Federico Estuardo, príncipe de Gales (centro), y John Harington, segundo barón Harington de Exton, de Robert Peake el Viejo, 1603.

Robert Peake el Viejo (1551-1619) fue un pintor inglés que estuvo activo durante los últimos años del reinado de Isabel I y buena parte del reinado de Jacobo I. En 1604 fue designado como el responsable de la creación de cuadros para el Príncipe Enrique Estuardo, sucesor al trono, y en 1607, «pintor sargento» del rey Jacobo I, un puesto que compartió con John De Critz. A Robert Peake se le suele mencionar como “el Viejo”, para distinguirlo de su hijo, pintor y comerciante de grabados, William Peake (1580-1639); y de su nieto, el caballero Robert Peake (1605-1667) quien siguió los pasos de su padre en el negocio de la venta de cuadros.
Robert Peake fue el único pintor de origen inglés de un grupo de cuatro artistas cuyos talleres estuvieron íntimamente vinculados. Estos otros artistas fueron John De Critz, Marcus Gheeraerts el Joven, y el pintor de miniaturas Isaac Oliver. Entre 1590 y en torno al 1625, se especializaron de manera sobresaliente en “trajes” coloreados, de cuerpo entero, únicos en Inglaterra en aquella época. La autoría de las obras de Peake, De Critz, Gheeraerts y sus ayudantes sigue sometida a controversia.

## Biografía

### Infancia
Robert Peake nació en una familia procedente de Lincolnshire alrededor de 1551. Comenzó su aprendizaje bajo las enseñanzas de Laurence Woodham el 30 de abril de 1565, quien vivió bajo el letrero de “La Clave” en Goldsmith’s Row, Westcheap; fue designado como aprendiz en la compañía Goldsmith en Londres, tres años después que el miniaturista Nicholas Hilliard. Se erigió como un freeman de la compañía el 20 de mayo de 1576. Su hijo William, siguió sus pasos como freeman de la compañía y pintor de retratos. La educación de Peake podría haber sido análoga a la de John de Critz y Marcus Gheeraerts el Joven, quienes quizás habrían sido alumnos del artista flamenco Lucas de Heere.

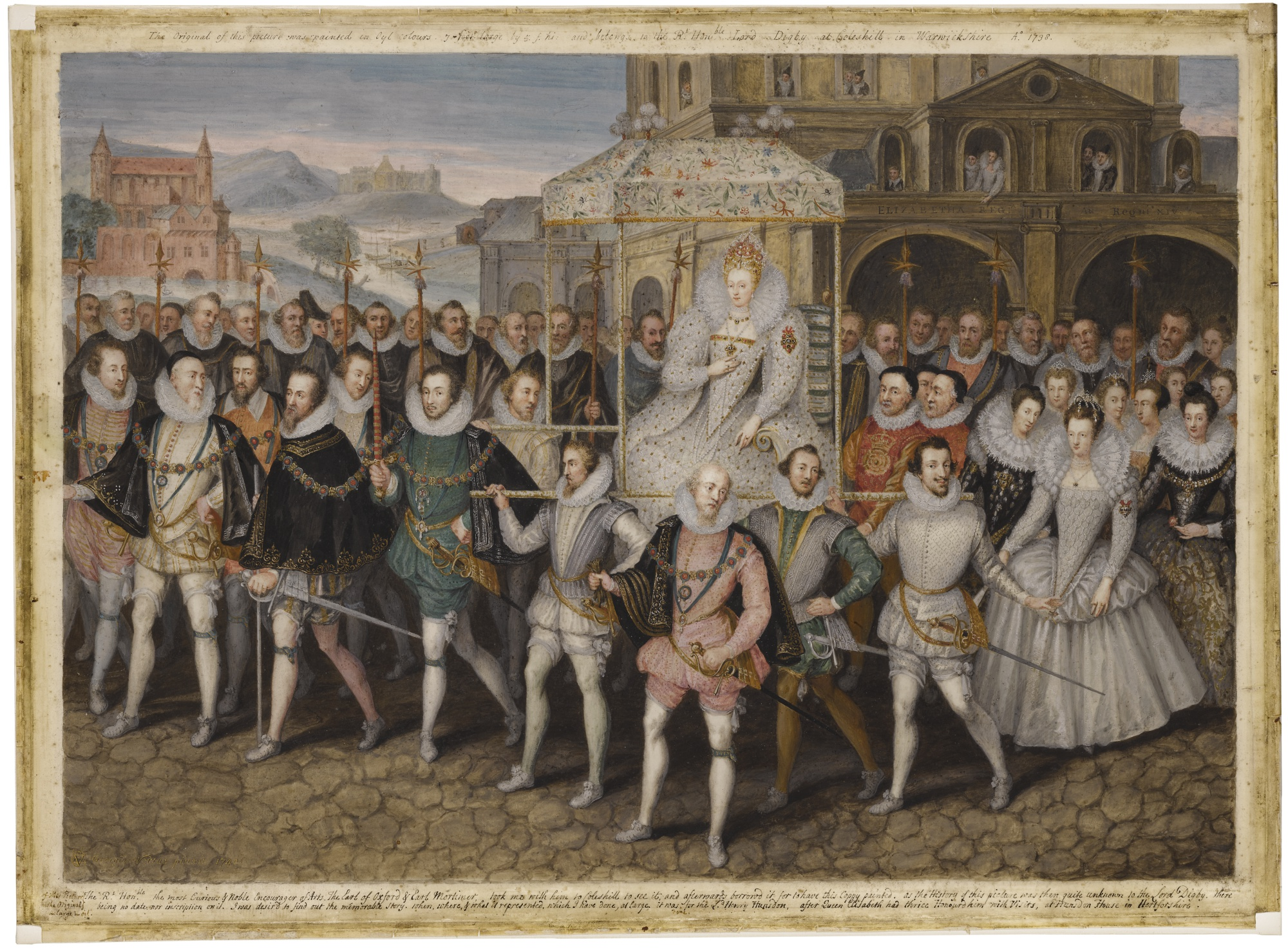
El Cuadro de la Procesión, de 1600, muestra a Isabel I alzada por sus cortesanos (ver más abajo, en Pinturas)

El primer trabajo de Peake vino a la par de la Oficina de las ceremonias, departamento que supervisaba las celebraciones de la corte para Isabel I, quien lo contrató en 1576. Se desconoce la fecha en que comenzó a practicar como retratista; de acuerdo al historiador de arte Roy Strong, Peake ya se había establecido en Londres a finales de 1580, con una “clientela elegante, a la última”. Los importes que recibió por sus retratos están archivados en las cuentas de Rutland, Belvoir en 1590. Un lienzo firmado, del año 1593, conocido como el Comandante Militar, señala las primeras características del estilo de Peake; junto a este óleo, se han clasificado otros lienzos sobre la base de su inscripción. Su formato de tres cuartos de largo es común de la época.

### Pintor del Príncipe Enrique
En 1607, después de la muerte de Leonard Fryer, Robert Peake fue designado “sargento-pintor” del rey Jacobo I, compartiendo la oficina con John De Critz, quien había ocupado el puesto desde 1603. Tal función conllevó la elaboración de retratos originales y su copia como nuevas versiones, para regalar o enviar a cortes extranjeras, de igual manera que la copia y restauración de lienzos de otros pintores de la Royal Collection. Los pintores-sargento abordaron igualmente tareas decorativas, tales como el diseño de las banderas y los palcos escénicos. Los pergaminos de la Oficina del Trabajo registran que De Critz supervisó la decoración de las casas y palacios reales. Dado que la obra de Peake no se archivó, es de suponer que el trabajo de De Critz se encaminó más bien a las tareas decorativas, mientras que Peake se encargaba de elaborar lienzos.

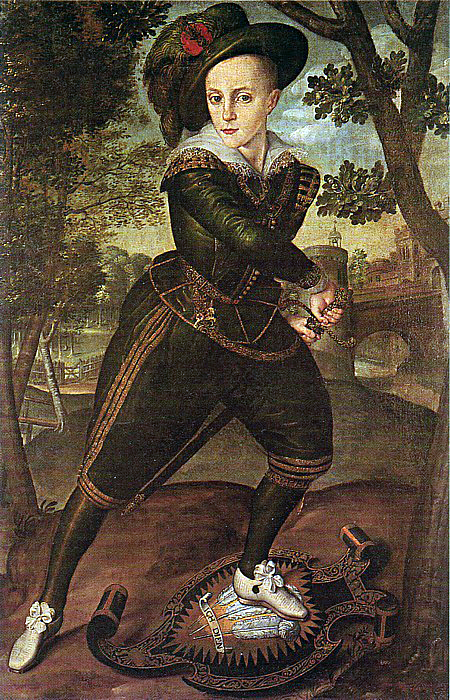
El príncipe Enrique, en 1610. Su pie descansa en un escudo que contiene el emblema del príncipe de Gales, título que se le concedió ese mismo año.

En 1610, a Peake se le describió como «el pintor del príncipe Enrique»,  de dieciséis años y que ya reunía un salón literario en torno a su figura. En 1611 Peake encargó una traducción del Primer Libro de Arquitectura de Sebastiano Serlio con objeto de dedicárselo al príncipe Enrique. A partir de las sumas de dinero que recibía Peake, Scholars concluyó que su trabajo como pintor del Príncipe Enrique Estuardo fue utilizado como plataforma para que lo designaran sargento-pintor del rey. Las sumas están enumeradas por David Murray catalogadas como retribuciones dirigidas al Príncipe Enrique del Privy Purse, para costear al “Señor Peck”. En octubre de 1608, Peake recibió 7 libras por unos cuadros “creados por orden de Su Alteza”, y en julio de 1609, 3 libras «por un cuadro de Su Alteza que se le dio en vez de uno del rey». Isaac Oliver recibió 5 libras por la misma fecha, a cambio de cada una de las tres miniaturas realizadas. Sin embargo, las cuentas de David Murray señalan que el príncipe pagaba más por pelotas de tenis que por cualquier cuadro.
Peake aparece también en los informes de David Murray de 1610 a 1612, donde se lo menciona en notas del estilo: “Para el Señor Peake, por los cuadros y los marcos, 12 libras; 50 libras por dos cuadros estupendos del Príncipe con los brazos distantes que se enviaron más allá del mar; y por el lavado, la búsqueda y la preparación de los cuadros y la fabricación de los marcos, 20.4 libras”. Esta anotación figura registrada el mismo día en que muere el príncipe Enrique (quizás de fiebre tifoidea) a la edad de dieciocho años. A Peake se le vincula en los informes del funeral de Enrique bajo el nombre de los “Artesanos y empleados de los Trabajos” como “el pintor Peake el Viejo”. Con este motivo, se le proveyó de siete yardas de ropa luctuosa.
Tras la muerte del príncipe, Peake se trasladó al hogar del hermano de Enrique: Carlos, duque de York, el futuro Carlos I de Inglaterra. Los relatos de 1616, mencionan a Peake como el pintor del príncipe, dónde registran que recibió 35 libras por “otros tres cuadros de Su Alteza”. Recibió 13.6 libras en julio de 1613 del vicecanciller de la Universidad de Cambridge, por un retrato de cuerpo entero el cual aún se conserva en la Biblioteca Universitaria de Cambridge, “en compensación por esbozar al Príncipe Carlos”.

### Fallecimiento
Robert Peake murió en octubre de 1619. Su testamento se consolidó el 10 de octubre, y se legalizó el día 16 de ese mismo mes. Se desconoce la fecha de su entierro, esto debido al Gran Incendio de Londres que destruyó los registros de su iglesia parroquial, St Sepulchre-without-Newgate. Por estas fechas, otros miembros de la comunidad de artistas también fallecieron. Nicholas Hilliard murió en enero, Queen Anne, una patrocinadora del arte, en marzo; y el pintor William Larkin, el vecino de Peake, en abril o mayo. A pesar de que el reinado de Jacobo duró hasta 1625, el historiador de arte Roy Strong señala que el estilo jacobeo acabaría en 1619.

## Pinturas

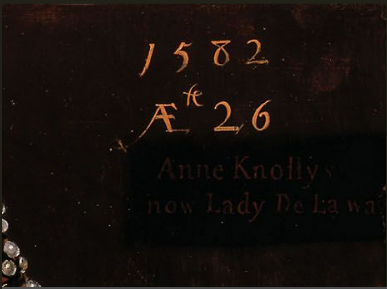
Inscripción del retrato por Anne Knollys

La asignación de la autoría de los retratos y su datación de ese periodo es una tarea compleja, principalmente porque los pintores raramente firmaban sus obras, y sus talleres producían retratos en grupos, compartiendo diseños convencionales frecuentemente. Algunas pinturas, sin embargo, han sido atribuidas a Peake en base al método de anotar el año y la fecha del modelo en su obra documentada bajo el nombre de “comandante militar” (1592), el cual se interpreta: “M. BY. RO.| PEAKE” (“elaborado por Robert Peake”). No obstante, el historiador de arte Ellis Waterhouse tuvo la sospecha de que el rotulista podría haber trabajado para más de un estudio.

### Cuadros de procesiones

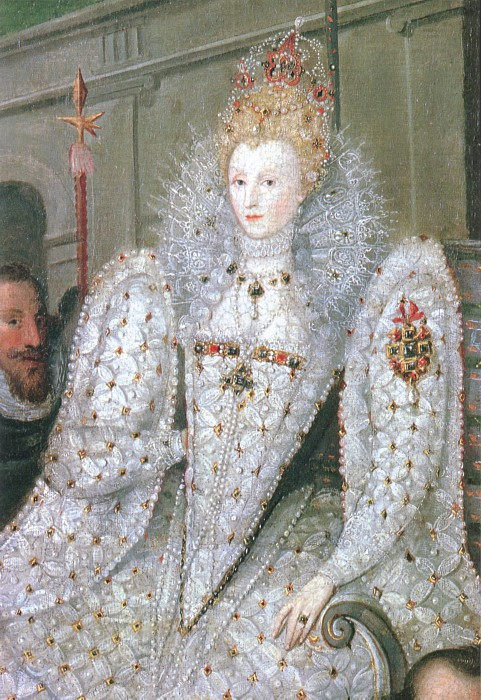
El retrato de la procesión, 1600

El lienzo conocido como Reina Isabel yendo en procesión a Blackfriars en 1601, o simplemente El cuadro de procesión se atribuye actualmente a Robert Peake. Roy Strong efectuó la asignación de la autoría, cuya obra calificó como «uno de los grandes misterios visuales de la época Isabelina». Es un ejemplo del modo de hacer las cosas a finales de su reinado: retratar a Isabel como un icono, con una representación mucho más joven y triunfante de lo que era. Tal como Strong sostiene, «así era Gloriana en el ocaso de su gloria, la señora del tema clásico, de la espectacular exposición deliberada de ella misma a sus queridos súbditos».George Vertue, el anticuario del siglo XVIII, calificó el óleo como «ni bien, ni malamente terminado»
Roy Strong pone de manifiesto que la procesión del 16 de junio de 1600, estaba vinculada al matrimonio de Enrique Somerset y la dama Anne Russell, una de las sextas criadas de honor. Reconoce muchos de los sujetos retratados en la procesión y señala que en vez de una litera, como se asumía, la reina Isabel permanecía en una carretilla de ruedas, o carruaje. Además, Strong también sugiere que el paisaje y los castillos al fondo no tenían la intención de ser realistas. De acuerdo con el modo estilístico Isabelino, son emblemáticos, y representan las propiedades galesas de Eduardo Somerset, Conde de Worcester, de las cuales el barón Herbert, su hijo, era heredero. El conde podría haber encargado el lienzo para celebrar su nominación como señor de la caballería de la reina en 1601.
Ciertamente, Peake no pintó a la reina, o a los cortesanos basándose en la realidad, sino en retratos convencionales que se utilizaban en los talleres de la época. Los lienzos sobre la reina estuvieron sujetos a limitaciones, y desde 1594 parece que hubo una política oficial en la que se había de bosquejar a la reina de manera juvenil. En 1594, el consejo privado dictó una orden: los retratos que se saltaran los cánones establecidos sobre la reina serían destruidos, ya que podría causarle “vejamen”. El famoso óleo de Ditchley (1592) de Marcus Gheeraerts el Joven, se utilizó como un estándar, en ocasiones calificado como el arquetipo de la cara “Disfraz de la Juventud”, durante lo que restaba de reinado. Quedaba en evidencia el modelo a seguir tal como reflejaba el retrato de Gheeraerts a la hora de bosquejar a la reina en los cuadros de procesiones. Otros dibujos también muestran signos de seguir un patrón, dando lugar a proporciones y perspectivas desacertadas.

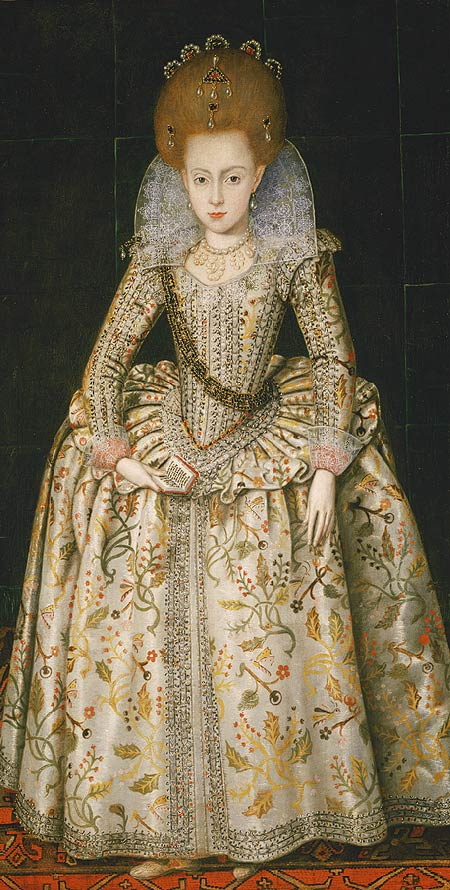
La princesa Isabel, última reina de Bohemia, (1606); su nieto relevó el trono inglés como Jorge I de Gran Bretaña

### Retratos de cuerpo completo
Al inicio de 1590, los retratos de cuerpo entero se pusieron de moda, y el paradigma artístico entre los nobles les llevó a coleccionar obras de arte como una forma de ostentación cultural. Peake fue uno de los que cubrió la demanda. Fue además uno de los pintores ingleses que más tempranamente incursionó en el ámbito del retrato de cuerpos enteros, en grupos, o individuales, con figuras en acción colocadas en panoramas de la naturaleza, un estilo de pintar que se puso de moda en Inglaterra. Sin embargo su talante cambió al convertirse en pintor del Príncipe Enrique, al mostrar a éste como un guerrero joven y elegante.
En 1603, pintó un retrato doble del príncipe y su amigo de la infancia John Harrington (hijo de Lord Harrington de Exton), que se conserva en el Museo Metropolitano de Nueva York. Este retrato está ubicado al aire libre, un estilo que introdujo Gheeraerts en torno a 1590, más la combinación de Peake de personajes junto con animales en la naturaleza presagian el género de los cuadros de los que hacen gala. El emplazamiento del país y los temas lúdicos dotaron a la pintura de un aspecto informal. La acción es neutra con respecto al trasfondo, una finca vallada con un castillo y un pueblo a lo lejos. Harington sostiene un ciervo herido por los cuernos, mientras que Enrique saca su espada para asestar el golpe de gracia. El príncipe lleva puesto en su cinto un brillante de San Jorge matando un dragón, una alusión a su papel como defensor del reino. Su espada es un distintivo de la realeza, y el joven noble se postra a su servicio. El ciervo es un gamo común, una especie extranjera criada para su cacería en los jardines reales. Una variante de este lienzo, pincelado en 1605, exhibe a Robert Devereux, III conde de Essex, en el sitio de John Harington mostrando los brazos de Devereux, cuadro conservado ahora en la Royal Collection.
En ese mismo año, Peake compuso también su primer retrato de Isabel Estuardo, la única hija superviviente de Jacobo I. Esta obra, al igual que el retrato dual, del que podría ser un segmento complementario, parece que fue compuesta para la familia Harington, guardianes de Elizabeth desde 1603 hasta 1608. Haciéndose eco del retrato dual, se muestra en el trasfondo del óleo de Elizabeth una escena de cacería, y dos mujeres sentadas en una elevación artificial de un jardín con un diseño muy a la última en aquella época.
Peake volvió a pintar a Enrique al aire libre en torno a 1610. En este cuadro (conservado en el Palacio Real de Turín), el príncipe apenas luce mayor que en su anterior trazado en el retrato dual, pero su pie izquierdo descansa en un escudo que porta el emblema de las tres plumas del príncipe de Gales, un distintivo que no poseyó hasta 1610. A Enrique se le retrata como un hombre de acción, a punto de desenfundar una espada con incrustaciones de brillantes. El retrato se envió al Ducado de Saboya, en relación con un matrimonio declarado en enero de 1611 entre Enrique y la infanta María, hija de Carlos Manuel I de Saboya.
Isabel, la hija de Jacobo I, fue además una provechosa marioneta matrimonial. Fue ofrecida a Saboya, como prometida del príncipe Víctor Amadeo I, el heredero de Carlos Manuel. El intercambio de cuadros como parte de la moción del matrimonio real era una práctica habitual que proporcionó trabajo para los pintores reales y sus ayudantes. El Príncipe Enrique le encargó varios cuadros a Peake para enviarlos a distintas cortes extranjeras con las que existían propuestas matrimoniales. Los dos retratos que Peake esbozó de él estando armado, en 1611-12, fueron enviados “más allá del mar” tal como manifiestan los informes del príncipe.

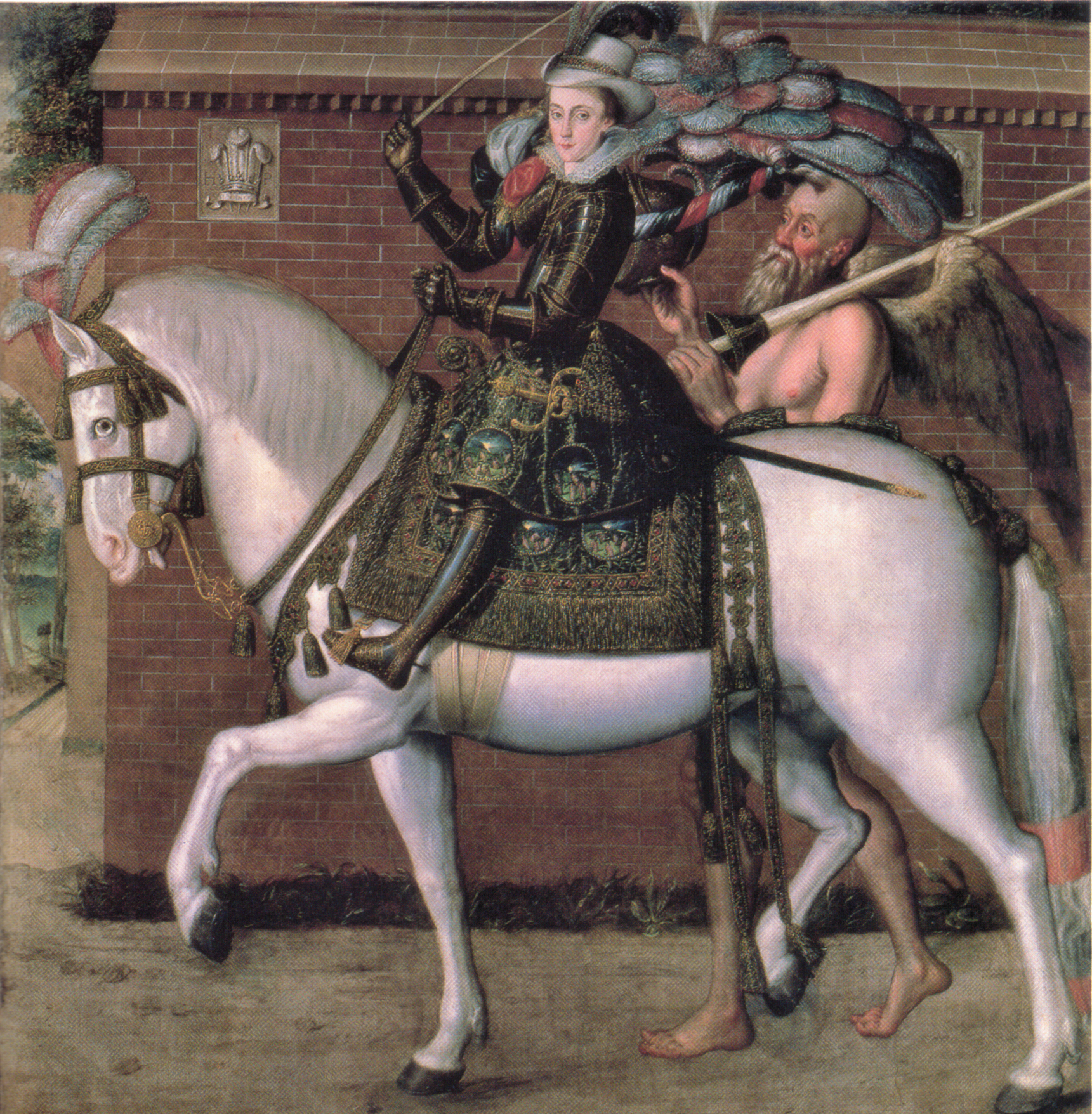
Enrique, príncipe de Gales, a caballo, 1611. La figura alada del Padre Tiempo, se descubrió después de limpiar el cuadro.

Un retrato que ha subsistido a esta época muestra al príncipe armado, montado en un caballo blanco tirando de los mechones de una figura alada del Padre Tiempo. El historiador de arte John Sheeran considera que esto podría ser una a alusión clásica de la noción de oportunidad. El anciano lleva la lanza de Enrique y el casco emplumado; el erudito Chris Caple resalta que su postura es parecida a la figura de la muerte de Albrecht Dürer en The Knight, Death and the Devil (1513). Descubre que el anciano fue dibujado más tarde que otros componentes del cuadro, ya que los ladrillos del muro son transparentes por los lados. Cuando se restauró el cuadro en 1985, el muro y la figura del tiempo se presentó a todo el mundo por primera vez, siendo una obra que se había realizado en el siglo diecisiete, cuya autoría se desconoce, aunque no fue Peake. El cuadro había sido reducido, quedando solo el marco de la izquierda del original.

### Lady Elizabeth Pope

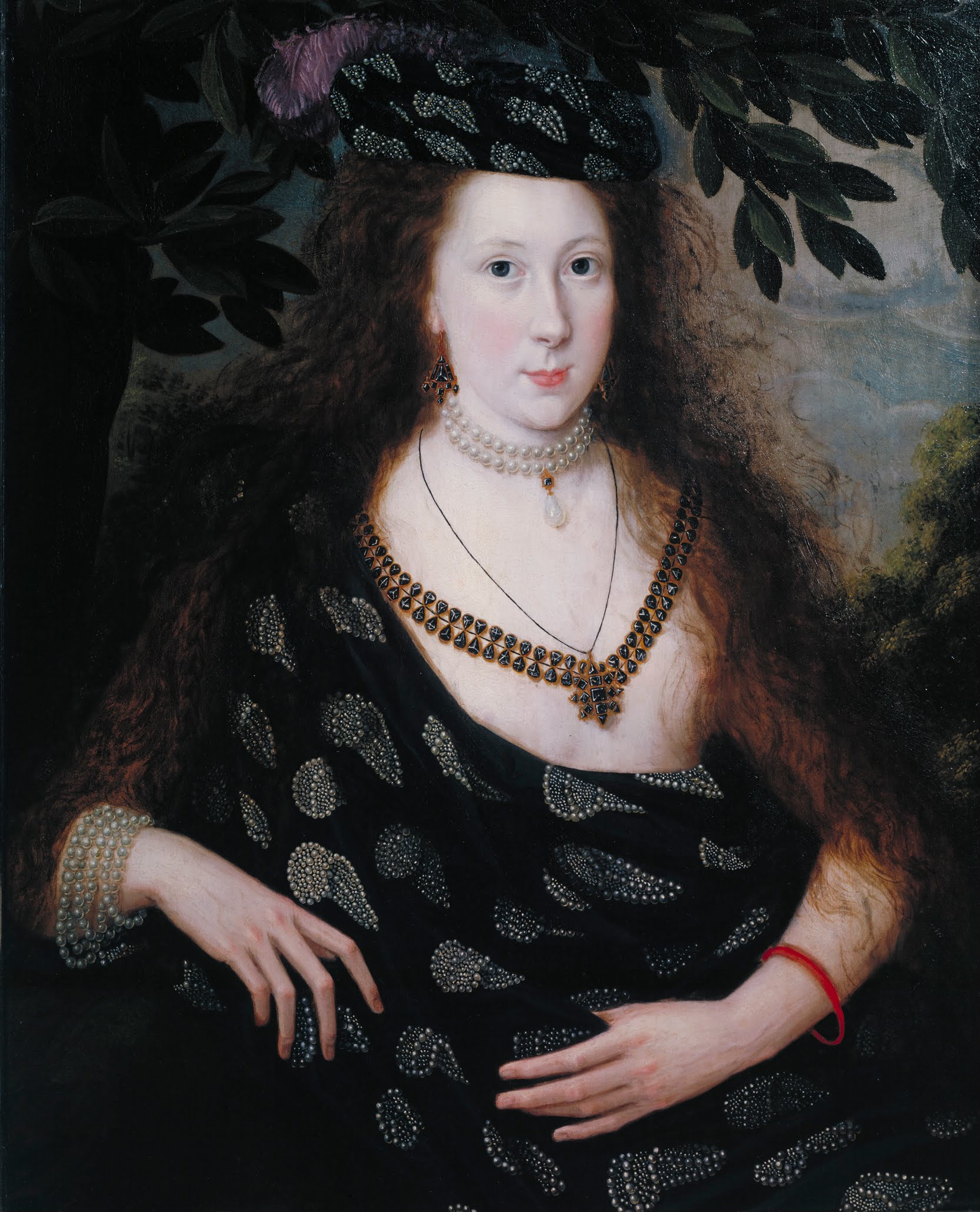
Lady Elizabeth Pope, con un manto envuelto y un turbante a juego, 1615

El retrato que Peake hizo de Elizabeth Pope en 1615 podría haber sido un encargo de su esposo, sir William Pope, para conmemorar su matrimonio. A Elizabeth se le representa con el pelo suelto, un símbolo de virginidad nupcial. Lleva un manto envuelto –tejido con pequeñas perlas y con un conjunto de plumas de avestruz- más un turbante que hace juego. El manto, atado en un hombro, se usó en mascaradas de la corte jacobea, como señalan los diseños de los disfraces de Íñigo Jones. La aproximación a la desnudez que se esboza en el lienzo, deja en entredicho su supuesto contenido de disfraces. El pelo suelto y el manto envuelto clásico, también figuran en personificaciones coetáneas de conceptos abstractos de cuadros y mascaradas. El historiador de arte de la universidad de Yale infiere que Peake representa a Elizabeth como una personificación de América, ya que su padre, Sir Thomas Watson, era el principal accionista de la Virginia Company.

### Valoración

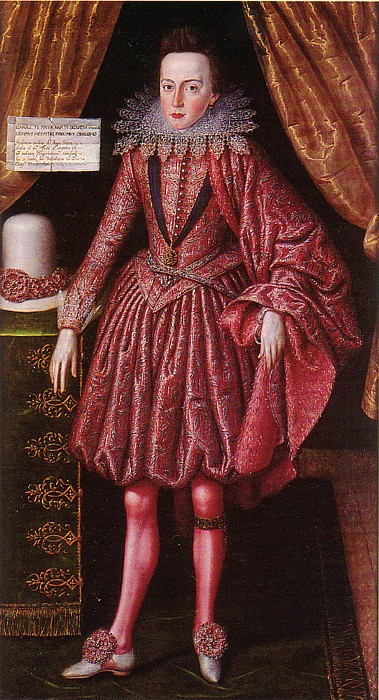
Príncipe Carlos, duque de York, facultado por la Universidad de Cambridge, 1613

Francis Meres incluyó en su Palladis Tamia en 1598 a Peake en una lista de los mejores artistas ingleses. Henry Peacham escribió en 1612 en “La práctica de los Caballeros” que su “buen amigo el señor Peake” junto con Marcus Gheeraerts, fue excepcional con “la pintura al óleo”. Ellis Waterhouse apuntó que el género de elaborar “obras teatrales de trajes” era tan ornamental como el arte plástico. Tiene en cuenta que estas obras, cuya “brillantez esmaltada” se ha podido vislumbrar después de su pulimento, son únicas en el arte europeo y merecen reconocimiento. Fueron compuestas mayormente por los talleres de Peake, Gheeraerts el Joven, y De Critz. Sheeran capta la influencia de las miniaturas brillantemente estampadas y coloreadas de Hilliard en la obra de Peake y coloca a éste en la “idiosincrasia representativa de la pintura isabelina más reciente”.
Sheeran considera que la creatividad de Peake decayó en el conservadurismo, que se marchitó a causa de la “producción en serie”. Describe el retrato de Cambridge del “Príncipe de Gales, como Duque de York” como pésimamente delineado, con una postura exánime, cuya composición estereotipada “confirma la dependencia del artista en un método que fue muy repetido en sus últimos años”. Por otro lado, el historiador de arte y museólogo Karen Hearn, elogia la obra como “magnífica” y apela a la acotación trazada enclavada en el telón. Peake pintó el retrato para acentuar la visita de Carlos a Cambridge en el 3 y 4 de marzo de 1613, –cuatro meses después de la muerte de su hermano- durante la cual fue galardonado como M.A. (graduado en artes). En la representación de George y del Príncipe Carlos llevando la Orden de la Jarretera, Peake regresa a un estilo más formal y tradicional de retrato. La acotación clavada en un telón del “paño de oro”, pintada en trampantojo, conmemora la visita de Carlos en latín. Mediante la técnica de los rayos x se ha descubierto que Peake pintó dicha representación superpuesta a otro cuadro. Debido a esto, se pueden hallar indicios de partimento o alteraciones, tales como: la mano derecha de Carlos, que inicialmente descansaba en su cintura.

## Galería

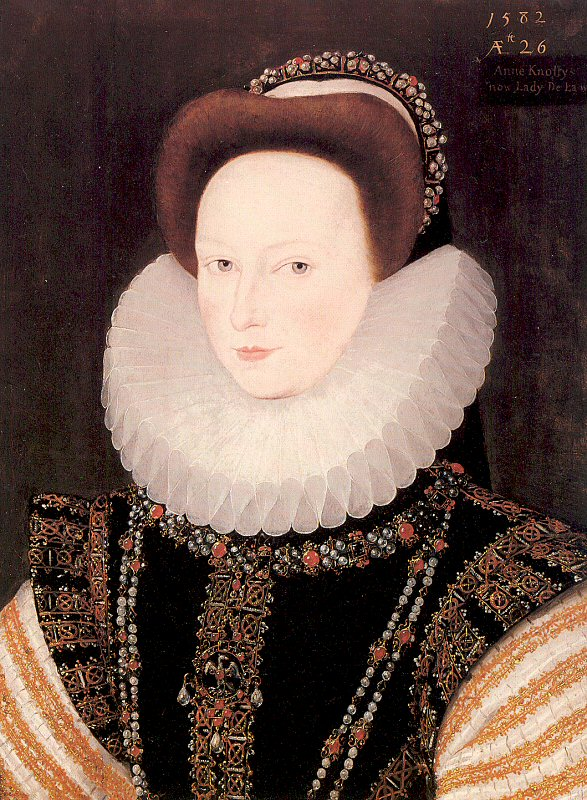
Retrato de Anne Knollys, 1582. Se le atribuye a Robert Peake. Conservado en el Museo de Arte de Denver.
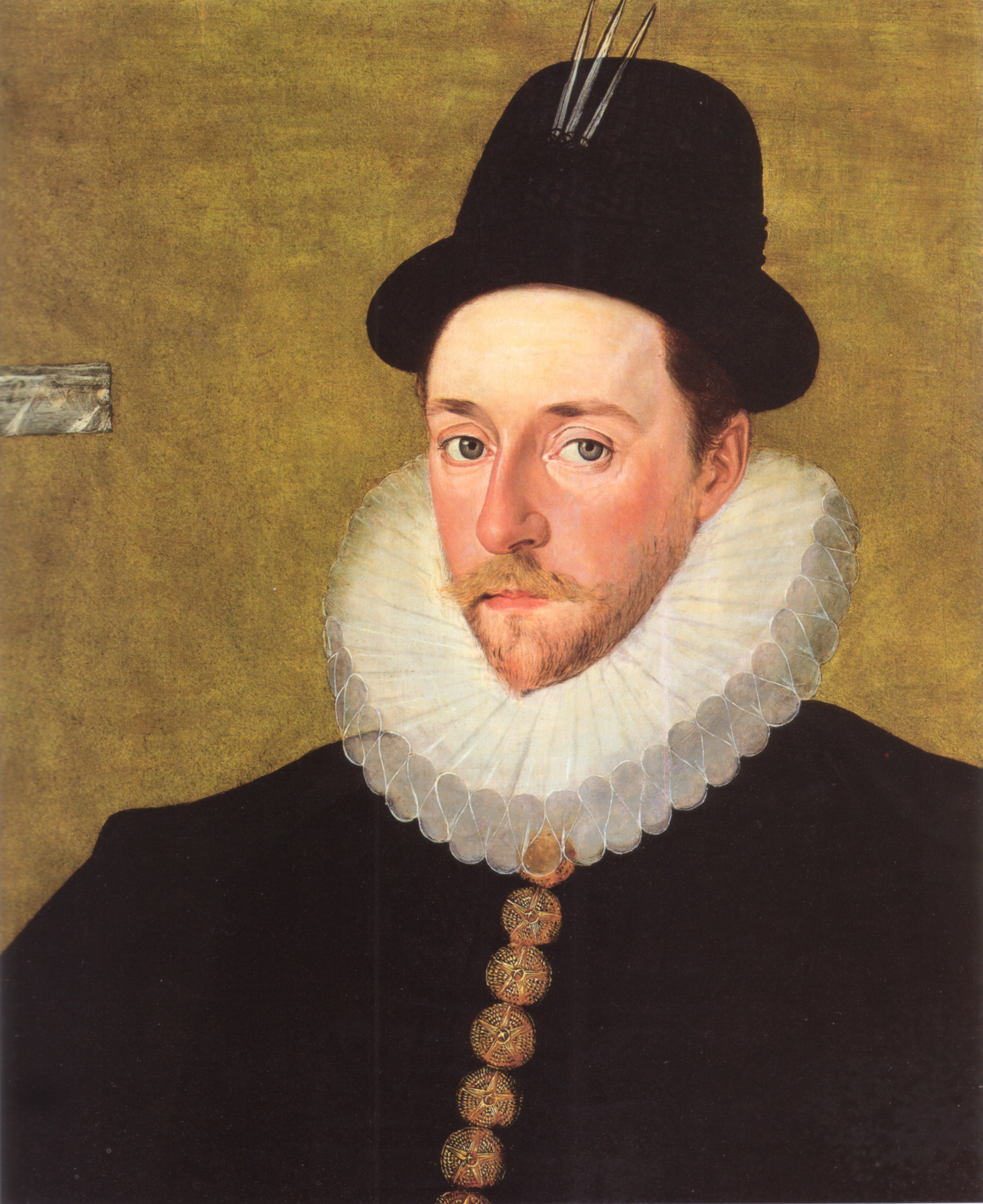
Caballero desconocido, 1585–90. Grabado con la etiqueta Lumley, (centro-izquierda)
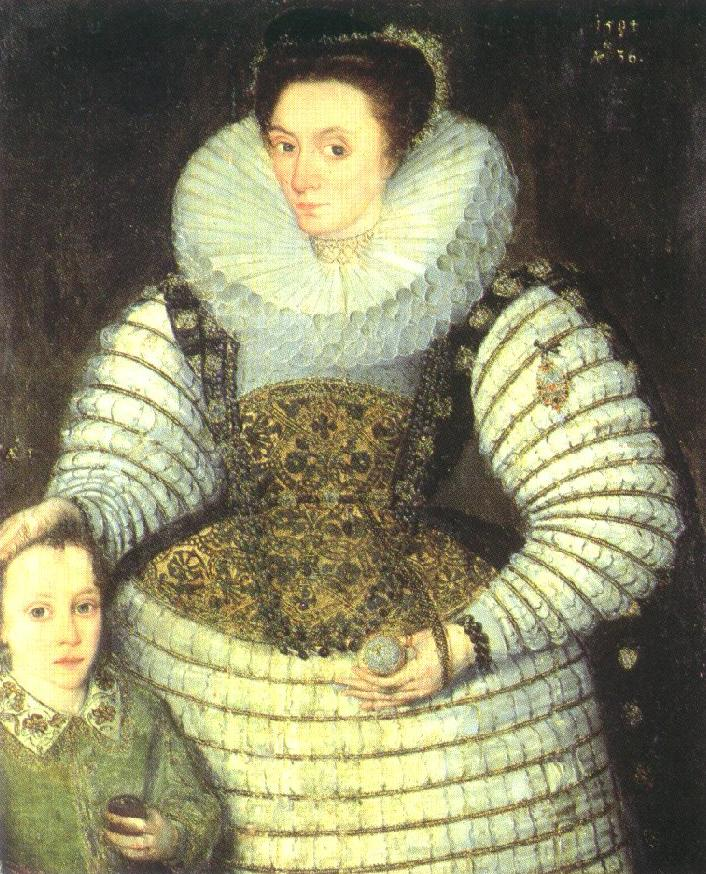
Frances Walsingham, Conde de Essex, y su hijo Robert Devereux, tercer Conde de Essex, 1594
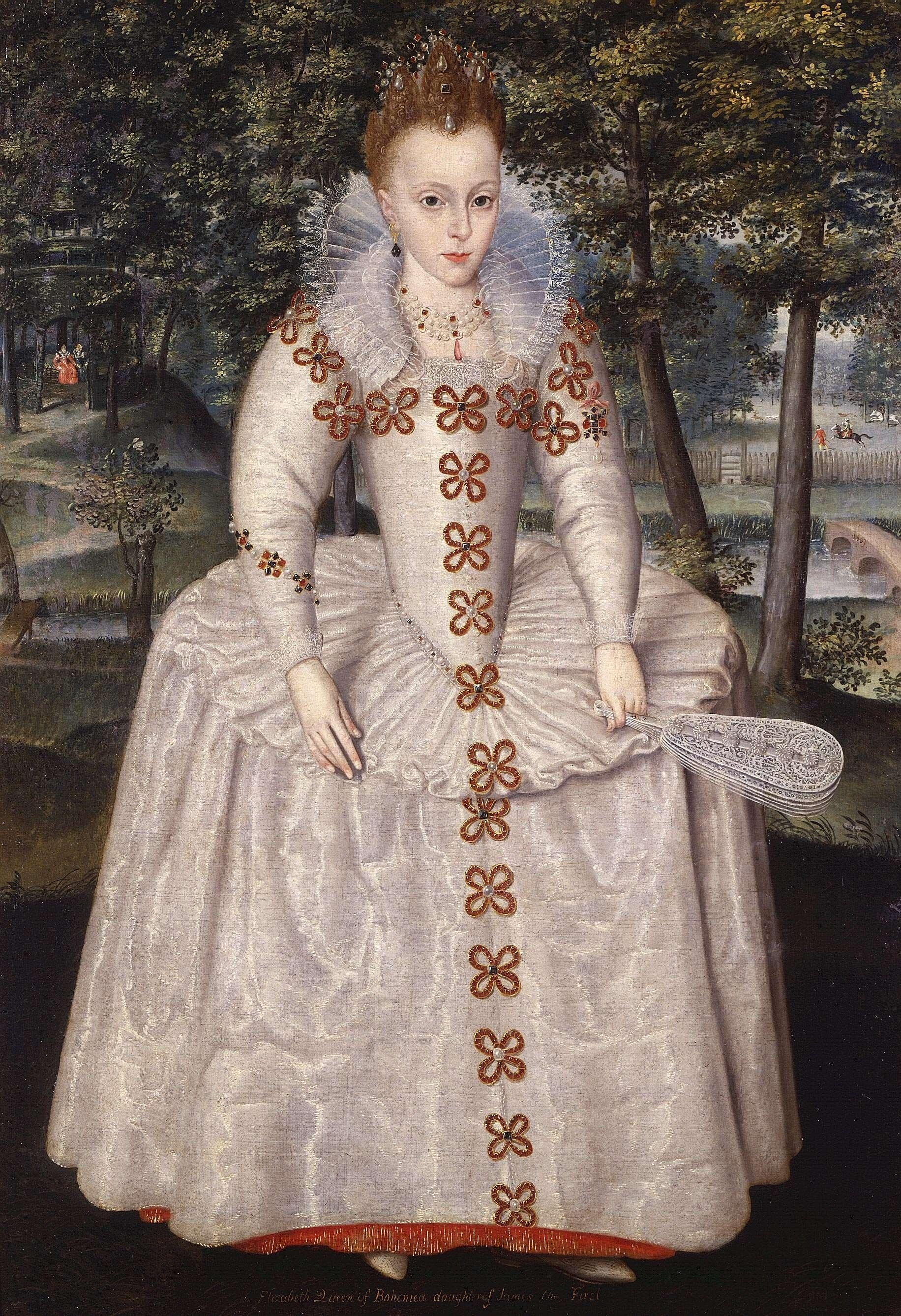
El primer cuadro que se conoció de Elizabeth, 1603—quizás fuera un complemento al retrato dual de Peake realizado en el mismo año
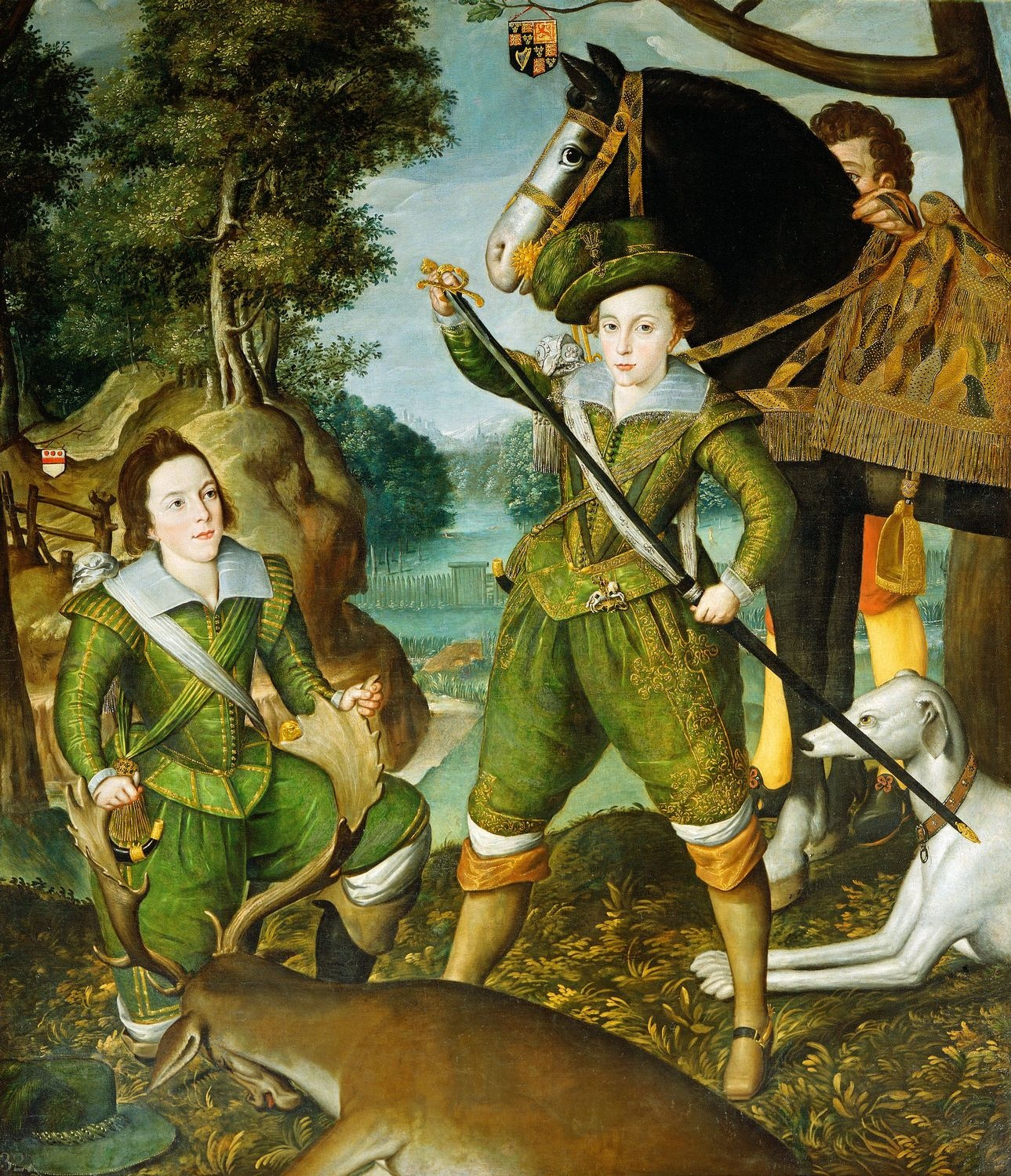
Enrique, Príncipe de Gales en la finca de caza con Robert Devereux, tercer Conde de Essex, 1605; una versión del retrato doble de 1603.
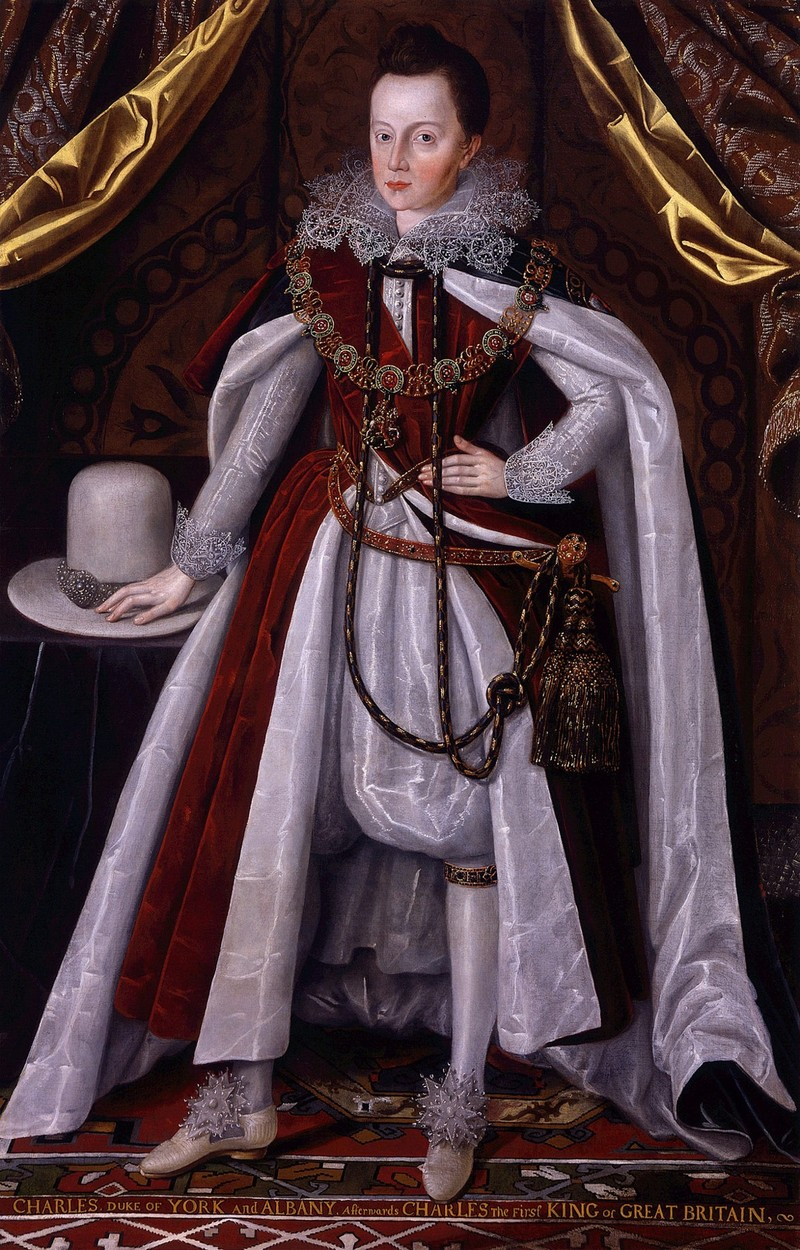
Después de la muerte del Príncipe Enrique en 1612, Peake se trasladó al hogar de su hermano, el futuro Carlos I de Inglaterra, aquí representado en los albornoces de la Orden de la Jarretera, 1611–12.
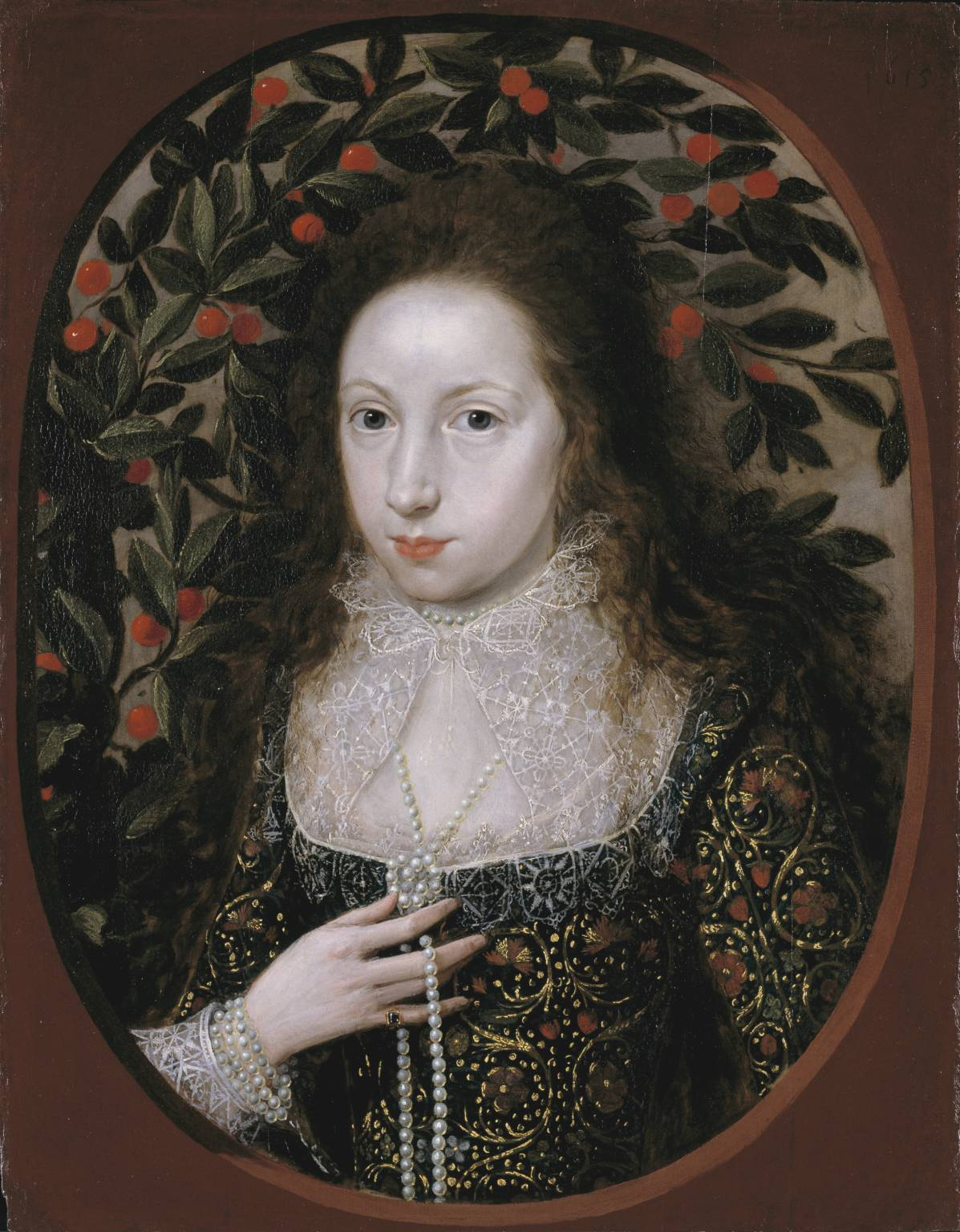
Anne Pope, hermana política de Elizabeth Pope, 1615. Su vestido está modelado con claveles, rosas y fresas; la cerezas del árbol simbolizan la virtud.<ref>Gallery notes, Tate Britain (retrieved 29 January 2008).
- Elizabeth Poulett, 1616. La modelo lleva un adorno enjoyado y emplumado en la cabeza, un tipo de sombrero de estar por casa. La mancha de su cara es un parche novedoso de terciopelo o seda.Gallery notes, Berger Collection (retrieved 29 January 2008). (enlace roto disponible en Internet Archive; véase el historial, la primera versión y la última).</ref>